# Алиева, Камиля Алиага гызы
Камиля Алиага гызы Алиева (азерб. Kamilə Əli ağa qızı Əliyeva; род. 8 июня 1967, Баку) — азербайджанский биолог. Депутат парламента Азербайджана IV, V, VI созывов.

## Биография
Родилась 8 июня 1967 года в Баку. Окончила 44 школу Баку с золотой медалью. В 1989 году окончила с отличием биологический факультет Азербайджанского государственного университета.
В 1992 году защитила кандидатскую диссертацию на тему «Молекулярно-генетическая характеристика мутаций бета-глобинового гена у населения двух регионов Азербайджана». Получила степень кандидата биологических наук.
В 1999 году получила звание доцента.
В 2004 году защитила докторскую диссертацию на тему «Популяционное и генетически-демографическое исследование жителей сельской местности некоторых районов Азербайджана». Доктор биологических наук.
В 2009 году получила звание профессора.
Автор 110 научных статей, 6 учебников и учебных пособий.
С 1989 года — главный лаборант кафедры физиологии растений БГУ. Лаборант, преподаватель, доцент, профессор кафедры изучения генетики и эволюции БГУ.
Начальник кафедры изучения генетики и эволюции БГУ.
Сфера исследований — генетика человека, медицинская генетика, молекулярная генетика, цитология.
Член диссертационного совета Института ботаники Азербайджана.

## Книги
- Энциклопедический словарь изучения генетики и эволюции (Баку, 2000)
- Генетика. Учебник (Баку, 2002)
- Медицинская генетика. Учебник (Баку, 2008)
- Биология внутреннего развития Учебник. (Баку, 2009)
- Молекулярно-генетические исследования в Азербайджане. Монография (Баку, 2004)

## Статьи
- Современное состояние профилактики и лечения талассемии в Азербайджане[3]

## Общественная деятельность
Депутат парламента Азербайджана IV, V, VI созывов.
Член комитета здравоохранения, комитета науки и образования парламента Азербайджана.
Руководитель межпарламентской рабочей группы Азербайджан — Швеция.
Член азербайджанской делегации Межпарламентской ассамблеи СНГ.
Владеет русским, английским, арабским, французским языками.

## Награды
- Медаль «МПА СНГ. 25 лет» (27 марта 2017 года, Межпарламентская ассамблея СНГ) — за заслуги в деле развития и укрепления парламентаризма, за вклад в развитие и совершенствование правовых основ функционирования Содружества Независимых Государств, укрепление международных связей и межпарламентского сотрудничества[5]
- Почётная грамота БГУ (2009, 2017)
- Диплом Научного общества Азербайджана (2003)